# Ioan Bălan
Boldog Ioan Bălan (Tövis, 1880. február 11. – Bukarest, 1959. augusztus 4.) román görögkatolikus pap, lugosi püspök, vértanú.

## Pályafutása
A budapesti Központi Papnevelő Intézetben tanult. 1903. július 7-én szentelték pappá. Tanulmányait ezt követően Bécsben folytatta.
Miután visszatért  Balázsfalvára, Bukarestbe küldték görögkatolikus gyóntatónak. 1919-ben Balázsfalván székesegyházi kanonokká, majd 1921-ben a teológiai akadémia rektorává nevezték ki. 1929-ben a Keleti Egyházak Kánonjainak Kódexe kidolgozásáért felelős vatikáni bizottságba delegálták.

### Püspöki pályafutása
1936. augusztus 29-én lugosi püspökké nevezték ki. Október 18-án Balázsfalván szentelte püspökké Alexandru Nicolescu fogaras-gyulafehérvári érsek, Iuliu Hossu kolozsvár-szamosújvári és Alexandru Rusu máramarosi görögkatolikus püspök segédletével.
1948-ban a román görögkatolikus egyházat betiltották, templomait a román ortodox egyháznak adták, és a püspököket is megpróbálták rábírni az áttérésre. Július 24-én az öt görögkatolikus püspök körlevelet adott ki A görög katolikus egyház papjai és hívei. Ennek az órának a tanúságtétele címmel. Szeptember 17-én egy kormányrendelet ötről kettőre csökkentette a görögkatolikus püspökök számát, és egy másik aznapi rendelettel Bălant is eltávolították hivatalából. Október 7-én a többi püspökkel együtt beadványt intézett a köztársaság elnökségéhez és Petru Groza miniszterelnökhöz.
Mivel nem volt hajlandó elhagyni hitét, október 28-án letartóztatták, és az öt másik görögkatolikus püspökkel együtt Dragoslavelébe, majd 1949 februárjában a Căldărușani kolostorba hurcolták. 1950 májusában Máramarosszigetre vitték. Számos más román és magyar értelmiségivel és egyházi vezetővel együtt politikai fogolyként tartották fogva a máramarosszigeti börtönben. 1955-ben kiengedték, és a Curtea de Argeș-i kolostorban, majd 1956-tól a Ciorogârlai kolostorban jelöltek ki számára kényszerlakhelyet. Miután súlyosan megbetegedett, egy bukaresti kórházban hunyt el. A román kommunista rendszer áldozatai közé tartozik.
A Bellu temető katolikus parcellájában temették el. Fogva tartása eljárás és elítélés nélkül történt.

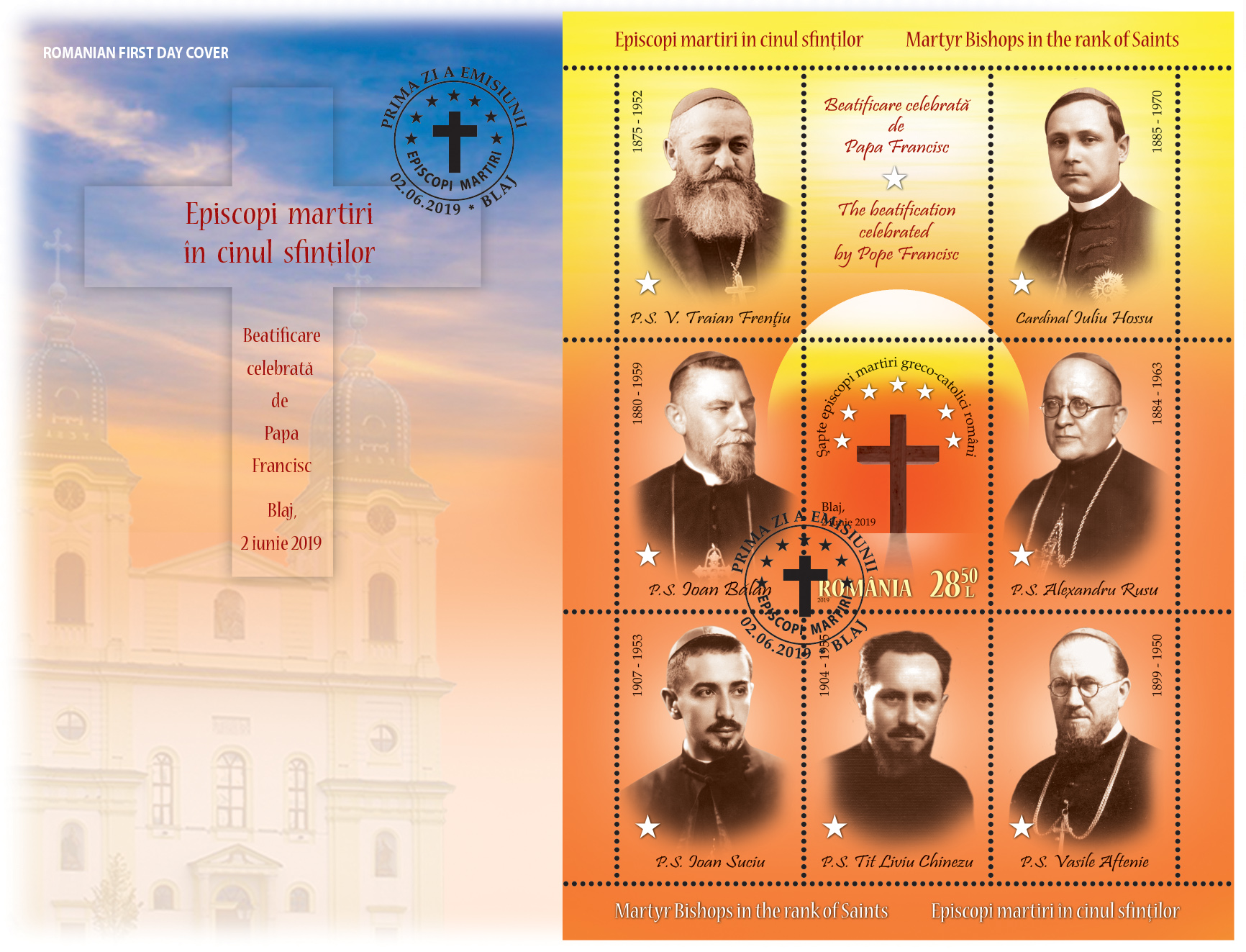
Ioan Bălan és vértanútársai a boldoggáavatás emlékére kiadott bélyegblokkon

## Emlékezete
A vértanú görögkatolikus püspökök boldoggá avatását 1994-ben kezdeményezte a román görögkatolikus egyház. Ferenc pápa 2019. március 19-én jóváhagyta Ioan Bălan és hat társa boldoggá avatási dekrétumát. A pápa romániai látogatása alkalmával, 2019. június 2-án a balázsfalvi Szabadság mezején avatta őket boldoggá.